# Изобрести будущее
«Изобрести будущее» — телевизионная передача о науке и изобретениях канала «Дискавери». Главной целью передачи является создать рабочие прототипы устройств, которые сделают будущее лучше и безопаснее, а также показать, что нет ничего невозможного.

## Особенности передачи
Четверо умных парней изобретают различные вещи от продвинутой подушки безопасности до сложных роботов. Они имеют ограниченный бюджет и время. Их мастерская находится в Сан-Франциско на берегу острова. Каждая серия передачи посвящена одной проблеме, сначала они думают над одной идеей, вырабатывают общую концепцию, а потом воплощают идею на практике. На последней стадии идёт испытание их созданного прототипа, на котором они часто выступают в роли подопытных. Они надеются, что их идеи и проекты подхватят другие люди и доработают до ума.

## Герои передачи
- Джо Гранд — гений в области радиоэлектроники, собирает электронные схемы для прототипов.
- Терри Сандин — эксперт по спецэффектам, незаменим там, где требуется работа со спецэффектами. Именно он отвечает за внешний вид их проектов.
- Зоз Брукс — самый умный из всей четвёрки, он разработчик компьютерного обеспечения и просто компьютерный гений. Именно он отвечает за программное обеспечение для роботов и других проектов, где требуется работа с компьютером. Главный подопытный их проектов. Он чаще всех тестирует их проекты на себе, во благо всего человечества. К тому же хорошо разбирается в робототехнике и может помочь в этом Джо Гранду.
- Майк Норт — специалист в области материаловедения, хороший сварщик, помогает команде в создании рабочих прототипов.

## Список эпизодов
Первый сезон показывался в США в октябре — марте 2008—2009 года.
- Эпизод 1 — Разум контролируемых автомобилей
- Эпизод 2 — Бокс роботов
- Эпизод 3 — Перебор движения грузовика
- Эпизод 4 — Шестиногий вездеход
- Эпизод 5 — Водный симулятор
- Эпизод 6 — Технология будущего пожарника
- Эпизод 7 — Встань и иди
- Эпизод 8 — Автоматическая доставка пиццы
- Эпизод 9 — Пригодная подушка безопасности
- Эпизод 10 — Виртуальное море приключений
- Эпизод 11 — Жизнь летающего охранника
- Эпизод 12 — Костюм супергероя геккона
- Эпизод 13 — Собачья няня робот